# Linia kolejowa nr 298
Linia kolejowa nr 298 – niezelektryfikowana linia kolejowa znaczenia państwowego łącząca stację Kamienna Góra ze stacją Sędzisław.

## Charakterystyka techniczna
- Kategoria linii: pierwszorzędna
- Klasa linii:
  - C3 na całej długości
- Liczba torów: 
  - jednotorowa od km 5,295 do km 5,860
  - dwutorowa od km -0,306 do km 5,295
- Sposób wykorzystania: czynna
- Elektryfikacja: do roku 1945, obecnie brak
- Szerokość toru: normalnotorowa
- Przeznaczenie linii: sezonowy ruch pasażerski, towarowa

| odcinek linii | odcinek linii | pociągi pasażerskie | szynobusy | pociągi towarowe |
| km pocz.      | km końcowy    | pociągi pasażerskie | szynobusy | pociągi towarowe |
| - 0,306       | 5,860         | 60                  | 60        | 50               |

## Historia linii
Linię otwarto 29 grudnia 1869 roku. Jeszcze przed II wojną światową rozpoczęto przygotowania do elektryfikacji linii do stacji Lubawka. Elektryfikację ukończono 17 sierpnia 1921.
Po II wojnie światowej Śląsk znalazł się pod administracją polską i linia przeszła na własność Polskich Kolei Państwowych PKP. Po usunięciu uszkodzeń dostawy energii zostały wznowione w lecie 1945 roku. W 1945 roku, w ramach reparacji dla Związku Radzieckiego, zdemontowano sieć trakcyjną. 30 kwietnia 2004 linię zamknięto dla ruchu pasażerskiego.
Nowe perspektywy dla linii nastąpiły w dniu 1 maja 2004 roku wraz z przystąpieniem Polski i Czech do Unii Europejskiej. 7 czerwca 2007 zostały podjęte oficjalne kroki do ponownego otwarcia przewozów na linii.
Wraz z nowym rozkładem od 14 grudnia 2008 uruchomiono połączenie kolejowe z Jeleniej Góry do Trutnova, jednak początkowo tylko w weekendy. W rozkładzie 2013/2014 połączenia pasażerskie oferowane były nadal tylko w weekendy w okresie wiosenno-letnim.

## Ruch pociągów
Od 2008 roku w okresie letnim uruchamiane były rokrocznie weekendowe pociągi osobowe z Jeleniej Góry do Trutnova, w zależności od roku wydłużane do miejscowości Lwówek Śląski, Svoboda nad Upou czy Wrocław Główny.
Pociągi transgraniczne uruchomiono 5 lipca 2008 r.. W latach 2008–2012 operatorem połączeń po stronie polskiej była spółka Przewozy Regionalne, a od 2013 r. są nim Koleje Dolnośląskie. Po stronie czeskiej pociągi obsługuje GW Train Regio.
Pociągi obsługują autobusy szynowe SA134. Deklarowany czas przejazdu na tym odcinku (dystans 6 km) wynosi 8-9 minut (wg rozkładu jazdy 2013/2014).
Z dniem 9 grudnia 2018 r. przywrócone zostało codzienne połączenie pasażerskie na odcinku Sędzisław - Královec (- Trutnov hl.n.).